# Acidalia Planitia

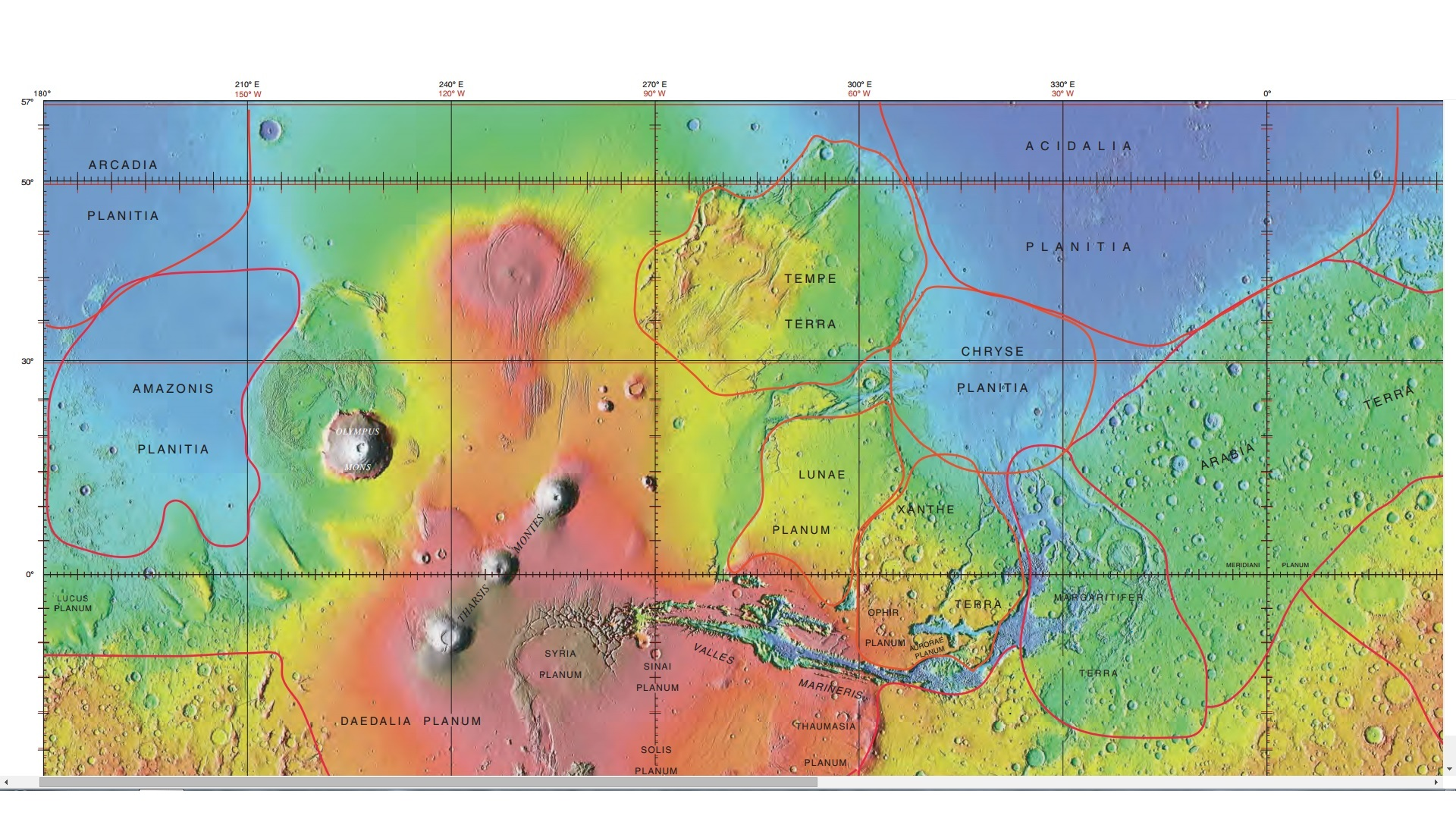
MOLA topográfiai térképen az Acidalia Planitia (a kép jobb felső szélén) és más régiók

Az Acidalia Planitia egy síkság a Mars bolygón.  A vulkanikus Tharsis-régió és az Arabia Terra között fekszik, a hatalmas Valles Marineris ároktól északkeletre. Középpontjának koordinátái é. sz. 49,8°, k. h. 339,3°49.800000°N 339.300000°E. A régió nagy része a Mare Acidalium négyszögben helyezkedik el, kisebb része az Ismenius Lacus négyszögben. Az Acidalia Planitia tartalmazza a híres Cydonia régiót, ami az erősen kráterezett  felföldhöz kapcsolódik.
A síkság a nevét Giovanni Schiaparelli csillagásztól kapta. Az Acidalia Planitia korábbi, ma már nem használt neve: Mare Acidalium. Ezt a nevet most a Mare Acidalium négyszög viseli. Az Acidalia Planitia egyes helyein kúpszerű képződmények találhatók. 

## Vízmosások
A marsi vízmosások szűk, kacskaringós csatornák, főleg kráterek meredek oldalán találhatók. Első ízben a  Mars Global Surveyor képein fedezték fel őket. Geológia értelemben fiatal képződmények, mivel kevés becsapódási kráter található bennük. 

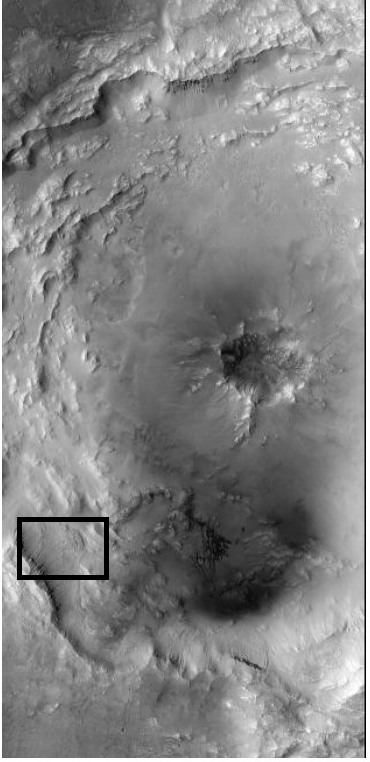
Bamberg-kráter. CTX kép a Mars Reconnaissance Orbiter felvételeiből
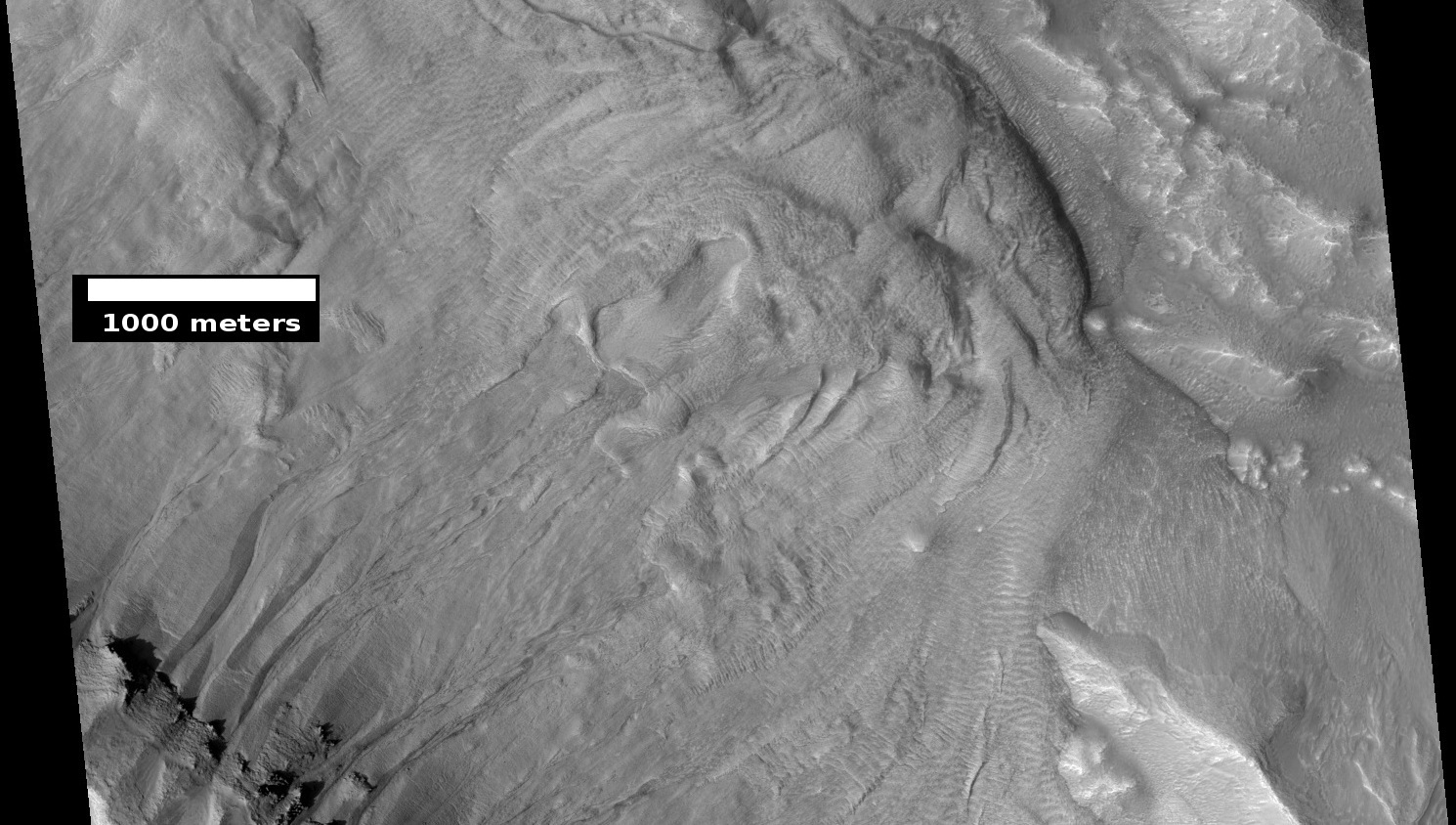
Vízmosás és anyagelmozdulás a HiRISE felvételén (HiWish program). A vízmosások nagyítva vannak a következő két felvételen. Helyszín: Bamberg-kráter
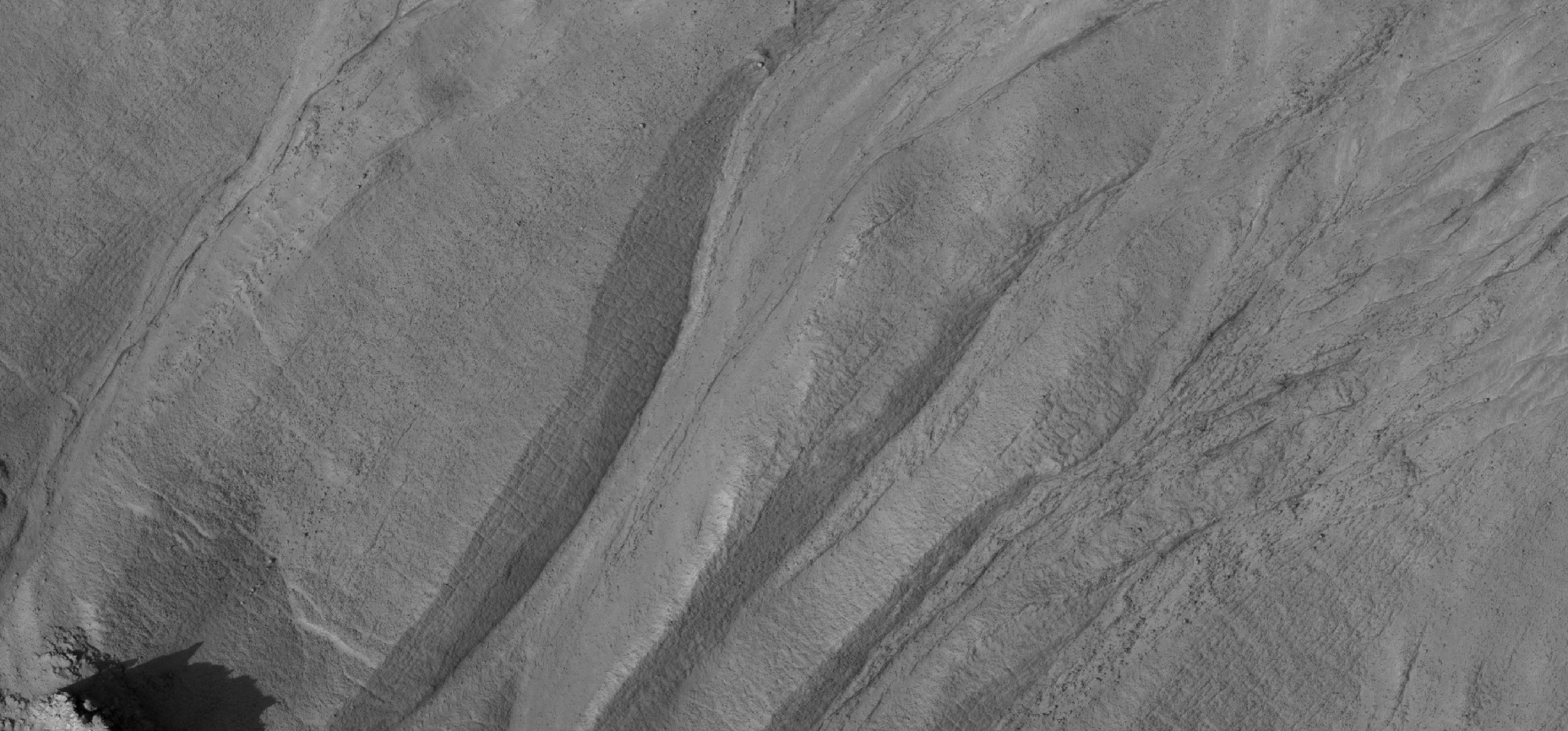
Egy vízmosás közelképe a HiRISE felvételén
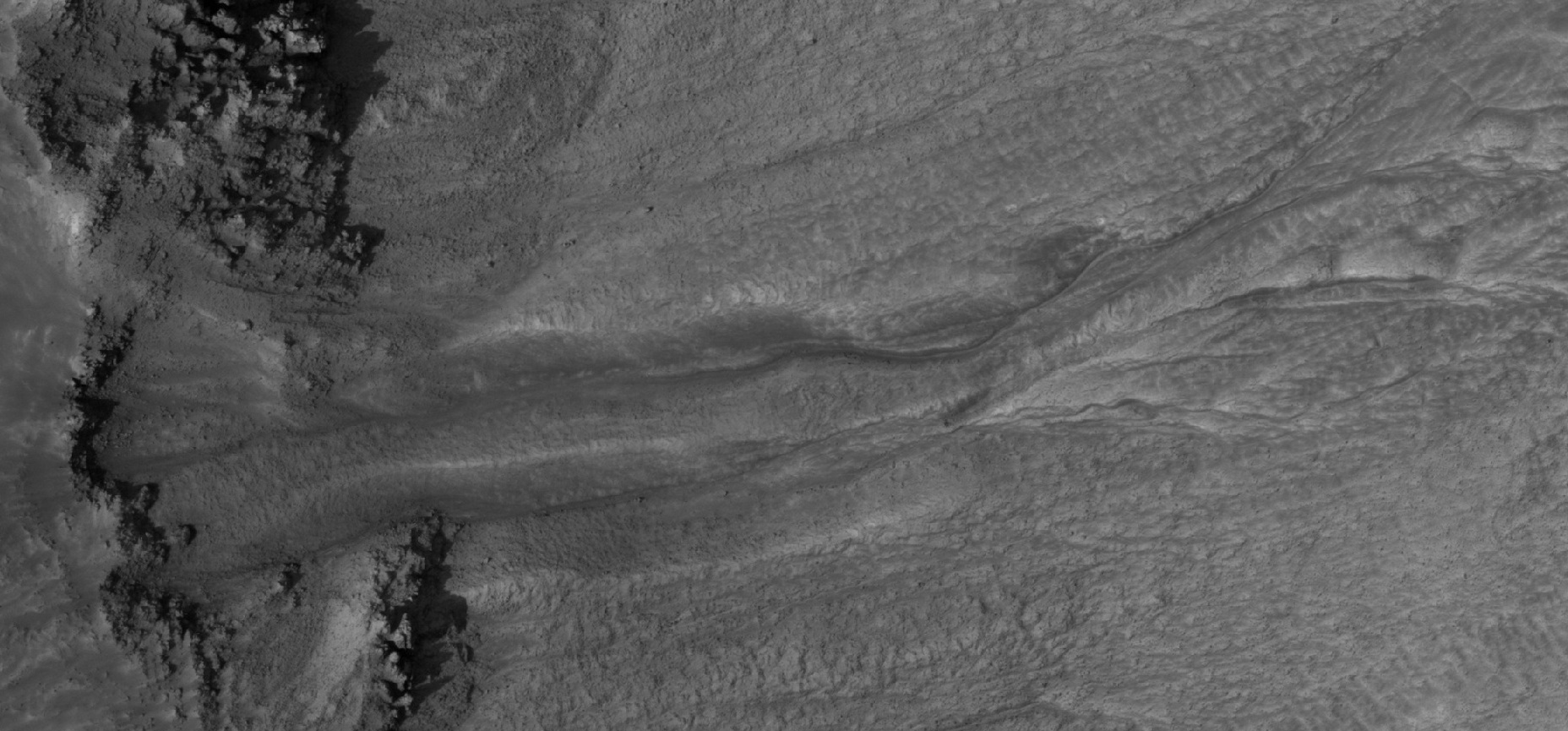
Egy vízmosás közelképe a HiRISE felvételén
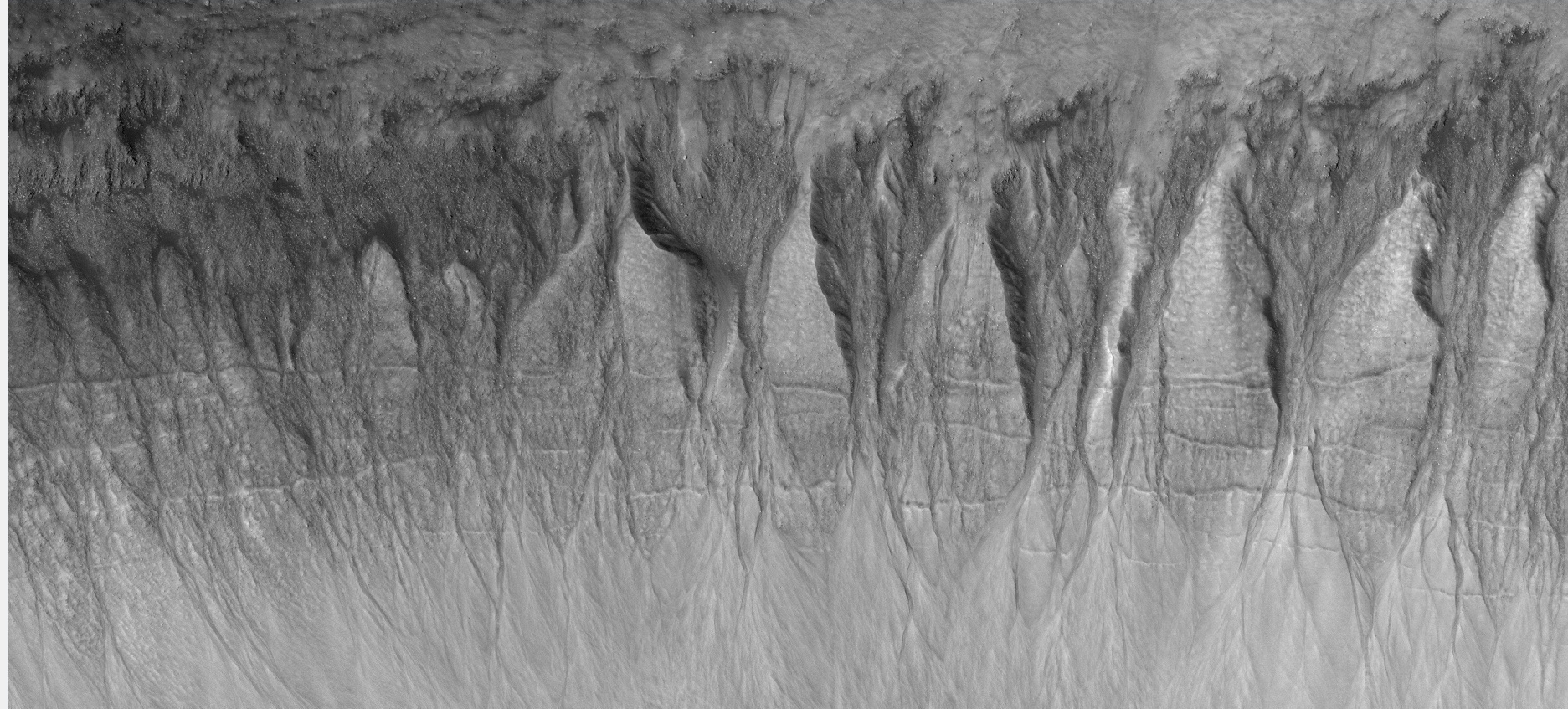
Egy vízmosás közelképe a HiRISE felvételén
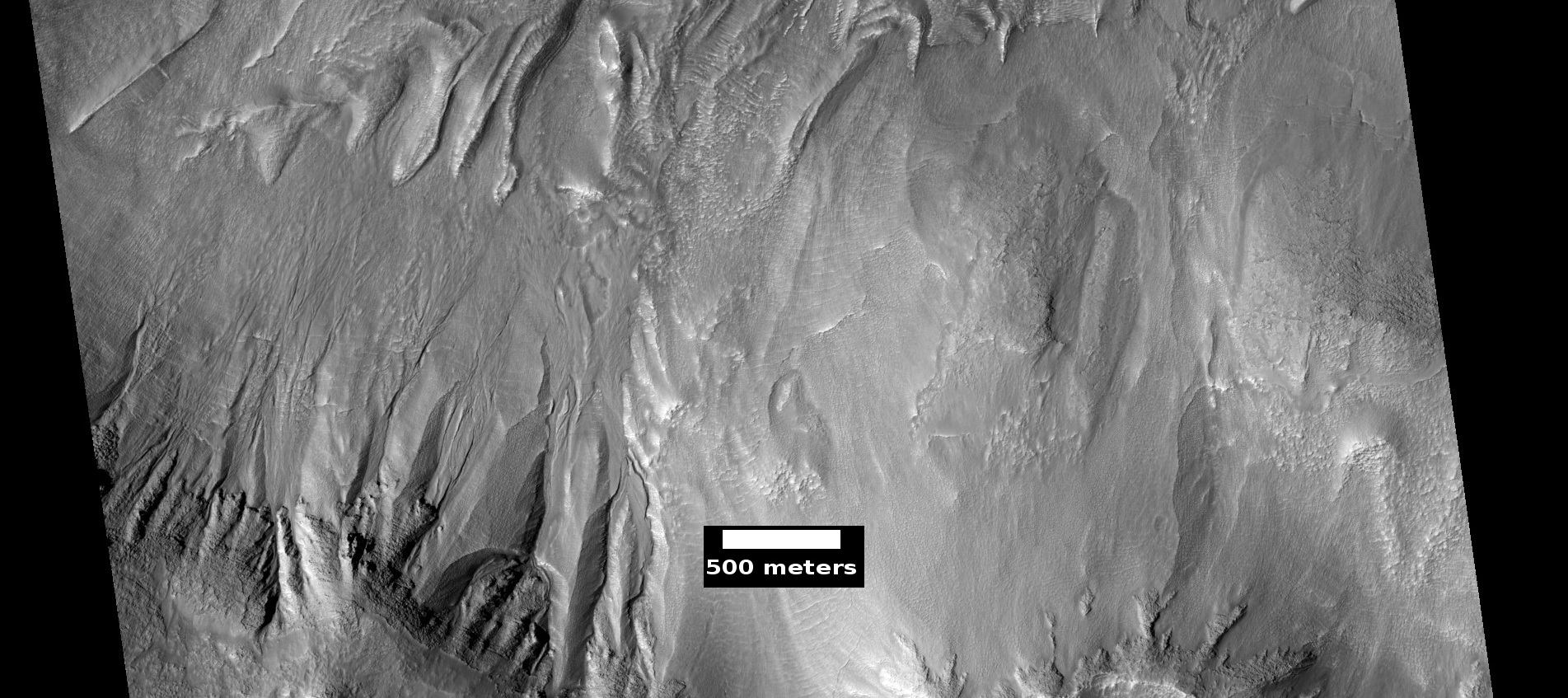
Vízmosás egy kráternél a HiRISE felvételén

## A kultúrában
A marsi című regényben (írója: Andy Weir), és a belőle készült Mentőexpedíció c. filmben ezen a területen száll le az Ares 3 űrhajó, és egy hatalmas homokviharban bekövetkezett baleset következtében a főhősnek a túlélésért kell küzdenie.